# أنطونيوس فيلكس
أنطونيوس فيلكس الحاكم الروماني على اليهودية من سنة 52 إلى سنة 60، ذكر في العهد الجديد ضمن سفر أعمال الرسل، اتخذ من قيصرية قرب يافا عاصمة له، وقد أشرف على محاكمة بولس الأولى، سماه بولس بأنه ذو خبرة في شؤون الديانة اليهودية، ويذكر سفر الأعمال أيضًا أن فليكس كان يأمل أن يقوم بولس الرسول بتقديم بعض المال له في سبيل إطلاق سراحه، ولذلك فقد أطال مدة المحاكمة لما لتجاوز السنتين، أي حتى تاريخ استدعاءه إلى روما وتعيين بروكيوس فستوس بدلاً منه.